# سه قهرمان
سه قهرمان فیلمی به کارگردانی امین امینی و نویسندگی احمد نجیب زاده محصول سال ۱۳۴۵ است.

## خلاصه داستان
سه جوان که کارشان در کاباره موفقیت زیادی پیدا کرده با دو مشکل روبرو هستند: وجود یک پیرمرد ـ تاجر ورشکسته ـ که با خبر شده دخترش که در اروپا تحصیل می‌کند و گمان دارد او هنوز ثروتمند است، قصد دارد به همراه نامزدش به تهران بیاید و روشن شدن واقعیت پیرمرد را شدیداً به خاطر خود دختر، ناراحت کرده مشکل بعدی وجود دختر نابینا و سرگردانی است که آن‌ها تلاش می‌کنند پول کافی برای معالجه اش به‌دست آورند...

## بازیگران
- منصور سپهرنیا
- گرشا رئوفی
- محمد متوسلانی
- شهین
- عدیله
- ثریا بهشتی
- مانوئل ماروتیان
- اشرف کاشانی
- محسن آراسته
- یوری
- منوچهر سحابی